# منية النصر (مركز)
مركز منية النصر، مركز إداري مصري. يقع في محافظة الدقهلية الواقعة في جمهورية مصر العربية. عاصمة المركز هي مدينة منية النصر. حولت منية النصر إلى المدينة في عام 1987 وشُكل لها مركز منفصل دائرة اختصاصه 22 ناحية من مركز دكرنس.

## السكان
بلغ عدد سكان المركز 291,808 نسمة في تقدير يوليو 2024 أغلبهم ريفيون (باستثناء سكان مدينة تمي الأمديد 84,174 نسمة)، عدد الرجال منهم 148,570 والنساء 143,238 نسمة.
| السنة  | 1986    | 1996    | 2006    | 2017    | 2024    |
| ------ | ------- | ------- | ------- | ------- | ------- |
| المركز | 166,427 | 200,758 | 240,761 | 194,422 | 291,808 |